# Vice-président de la Nation argentine
 (juin 2023).
Si vous disposez d'ouvrages ou d'articles de référence ou si vous connaissez des sites web de qualité traitant du thème abordé ici, merci de compléter l'article en donnant les références utiles à sa vérifiabilité et en les liant à la section « Notes et références ».
Le vice-président de la Nation argentine, parfois réduit en vice-président de l'Argentine (en espagnol : Vicepresidente de la Nación Argentina), est le second plus haut responsable politique de la branche exécutive du gouvernement argentin, et le premier dans l'ordre de succession présidentielle de l'Argentine. Il succède au président en cas de mort, de démission, d’empêchement ou de destitution de ce dernier. Il est élu en même temps que ce dernier. Sa fonction a été créée par la promulgation de la Constitution de 1853.
L'actuelle vice-présidente de l'Argentine est, depuis le 10 décembre 2023, Victoria Villarruel, membre du Parti démocrate.

## Liste des vice-présidents
| No                                           | Portrait                                   | Nom                                        | Election                                   | Mandat                                     | Mandat                                     | Appartenance politique                                                      | Président                             | Notes |
| -------------------------------------------- | ------------------------------------------ | ------------------------------------------ | ------------------------------------------ | ------------------------------------------ | ------------------------------------------ | --------------------------------------------------------------------------- | ------------------------------------- | --- |
| 1                                            |                                            | Salvador María del Carril (1798–1883)      | 1853                                       | 5 mars 1854                                | 5 mars 1860                                | Parti unitaire                                                              | Justo José de Urquiza                 | |
| 2                                            |                                            | Juan Esteban Pedernera (1796–1886)         | 1860                                       | 5 mars 1860                                | 4 novembre 1861                            | Parti unitaire                                                              | Santiago Derqui                       | Assure la présidence après la démission de Santiago Derqui.                                                                    |
| Vacant 4 novembre 1861 – 12 décembre 1861    | Vacant 4 novembre 1861 – 12 décembre 1861  | Vacant 4 novembre 1861 – 12 décembre 1861  | Vacant 4 novembre 1861 – 12 décembre 1861  | Vacant 4 novembre 1861 – 12 décembre 1861  | Vacant 4 novembre 1861 – 12 décembre 1861  | Vacant 4 novembre 1861 – 12 décembre 1861                                   | Juan Esteban Pedernera                | Juan Esteban Pedernera démissionne.                                                                                            |
| Vacant 12 décembre 1861 – 12 octobre 1862    | Vacant 12 décembre 1861 – 12 octobre 1862  | Vacant 12 décembre 1861 – 12 octobre 1862  | Vacant 12 décembre 1861 – 12 octobre 1862  | Vacant 12 décembre 1861 – 12 octobre 1862  | Vacant 12 décembre 1861 – 12 octobre 1862  | Vacant 12 décembre 1861 – 12 octobre 1862                                   | Bartolomé Mitre                       | |
| 3                                            |                                            | Marcos Paz (1811–1868)                     | 1862                                       | 12 octobre 1862                            | 2 janvier 1868 †                           | Liberal                                                                     | Bartolomé Mitre                       | Président provisoire entre le 12 juin 1865 et le 2 janvier 1868. Il meurt dans l'exercice de ses fonctions.                    |
| Vacant 2 janvier 1868 – 12 octobre 1868      |                                            |                                            |                                            |                                            |                                            |                                                                             | Bartolomé Mitre                       | |
| 4                                            |                                            | Adolfo Alsina (1829–1877)                  | 1868                                       | 12 octobre 1868                            | 12 octobre 1874                            | Autonomistes                                                                | Domingo Faustino Sarmiento            | |
| 5                                            |                                            | Mariano Acosta (1825–1893)                 | 1874                                       | 12 octobre 1874                            | 12 octobre 1880                            | PAN                                                                         | Nicolás Avellaneda                    | |
| 6                                            |                                            | Francisco Bernabé Madero (1816–1896)       | 1880                                       | 12 octobre 1880                            | 12 octobre 1886                            | PAN                                                                         | Julio Argentino Roca                  | |
| 7                                            |                                            | Carlos Pellegrini (1846–1906)              | 1886                                       | 12 octobre 1886                            | 6 août 1890                                | PAN                                                                         | Miguel Juárez Celman                  | Assure la présidence après la démission de Miguel Juárez Celman.                                                               |
| Vacant 6 août 1890 – 12 octobre 1892         | Vacant 6 août 1890 – 12 octobre 1892       | Vacant 6 août 1890 – 12 octobre 1892       | Vacant 6 août 1890 – 12 octobre 1892       | Vacant 6 août 1890 – 12 octobre 1892       | Vacant 6 août 1890 – 12 octobre 1892       | Vacant 6 août 1890 – 12 octobre 1892                                        | Carlos Pellegrini                     | |
| 8                                            |                                            | José Evaristo Uriburu (1831–1914)          | 1892                                       | 12 octobre 1892                            | 22 janvier 1895                            | PAN                                                                         | Luis Sáenz Peña                       | Assure la présidence après la démission de Luis Sáenz Peña.                                                                    |
| Vacant 22 janvier 1895 – 12 octobre 1898     | Vacant 22 janvier 1895 – 12 octobre 1898   | Vacant 22 janvier 1895 – 12 octobre 1898   | Vacant 22 janvier 1895 – 12 octobre 1898   | Vacant 22 janvier 1895 – 12 octobre 1898   | Vacant 22 janvier 1895 – 12 octobre 1898   | Vacant 22 janvier 1895 – 12 octobre 1898                                    | José Evaristo Uriburu                 | |
| 9                                            |                                            | Norberto Quirno Costa (1844–1915)          | 1898                                       | 12 octobre 1898                            | 12 octobre 1904                            | PAN                                                                         | Julio Argentino Roca                  | |
| 10                                           |                                            | José Figueroa Alcorta (1860–1931)          | 1904                                       | 12 octobre 1904                            | 12 mars 1906                               | PAN - Modernist                                                             | Manuel Quintana                       | Président provisoire entre le 25 janvier 1906 and 12 mars 1906. Assure la présidence après la mort de Manuel Quintana.         |
| Vacant 12 mars 1906 – 12 octobre 1910        | Vacant 12 mars 1906 – 12 octobre 1910      | Vacant 12 mars 1906 – 12 octobre 1910      | Vacant 12 mars 1906 – 12 octobre 1910      | Vacant 12 mars 1906 – 12 octobre 1910      | Vacant 12 mars 1906 – 12 octobre 1910      | Vacant 12 mars 1906 – 12 octobre 1910                                       | José Figueroa Alcorta                 | |
| 11                                           |                                            | Victorino de la Plaza (1840–1919)          | 1910                                       | 12 octobre 1910                            | 9 août 1914                                | PAN                                                                         | Roque Sáenz Peña                      | Assure la présidence après la mort de Roque Sáenz Peña.                                                                        |
| Vacant 9 août 1914 – 12 octobre 1916         | Vacant 9 août 1914 – 12 octobre 1916       | Vacant 9 août 1914 – 12 octobre 1916       | Vacant 9 août 1914 – 12 octobre 1916       | Vacant 9 août 1914 – 12 octobre 1916       | Vacant 9 août 1914 – 12 octobre 1916       | Vacant 9 août 1914 – 12 octobre 1916                                        | Victorino de la Plaza                 | |
| 12                                           |                                            | Pelagio Luna (1867–1919)                   | 1916                                       | 12 octobre 1916                            | 25 juin 1919 †                             | UCR                                                                         | Hipólito Yrigoyen                     | Il meurt dans l'exercice de ses fonctions.                                                                                     |
| Vacant 25 juin 1919 – 12 octobre 1922        |                                            |                                            |                                            |                                            |                                            |                                                                             | Hipólito Yrigoyen                     | |
| 13                                           |                                            | Elpidio González (1875–1951)               | 1922                                       | 12 octobre 1922                            | 12 octobre 1928                            | UCR                                                                         | Marcelo Torcuato de Alvear            | |
| –                                            |                                            | Francisco Beiró (1876–1928)                | 1928                                       | —                                          | —                                          | UCR                                                                         | Hipólito Yrigoyen                     | Il meurt avant de prendre ses fonctions.                                                                                       |
| 14                                           |                                            | Enrique Martínez (1887–1938)               | 1928                                       | 12 octobre 1928                            | 6 septembre 1930                           | UCR                                                                         | Hipólito Yrigoyen                     | Président provisoire entre le 5 et le 6 septembre 1930. Evincé lors du coup d'état de 1930.                                    |
| 15                                           |                                            | Enrique Santamarina (1870–1937)            | —                                          | 6 septembre 1930                           | 20 octobre 1930                            | —                                                                           | José Félix Uriburu                    | Il démissionne. |
| Vacant 20 octobre 1930 – 20 février 1932     |                                            |                                            |                                            |                                            |                                            |                                                                             | José Félix Uriburu                    | |
| 16                                           |                                            | Julio Argentino Pascual Roca (1873–1942)   | 1931                                       | 20 février 1932                            | 20 février 1938                            | PDN (Concordancia)                                                          | Agustín Pedro Justo                   | |
| 17                                           |                                            | Ramón Castillo (1873–1944)                 | 1937                                       | 20 février 1938                            | 27 juin 1942                               | PDN (Concordancia)                                                          | Roberto María Ortiz                   | Président provisoire entre le 3 juillet 1940 and 27 juin 1942. Assure la présidence après la démission de Roberto María Ortiz. |
| Vacant 27 juin 1942 – 7 juin 1943            | Vacant 27 juin 1942 – 7 juin 1943          | Vacant 27 juin 1942 – 7 juin 1943          | Vacant 27 juin 1942 – 7 juin 1943          | Vacant 27 juin 1942 – 7 juin 1943          | Vacant 27 juin 1942 – 7 juin 1943          | Vacant 27 juin 1942 – 7 juin 1943                                           | Ramón Castillo                        | |
| Vacant 27 juin 1942 – 7 juin 1943            | Vacant 27 juin 1942 – 7 juin 1943          | Vacant 27 juin 1942 – 7 juin 1943          | Vacant 27 juin 1942 – 7 juin 1943          | Vacant 27 juin 1942 – 7 juin 1943          | Vacant 27 juin 1942 – 7 juin 1943          | Vacant 27 juin 1942 – 7 juin 1943                                           | Arturo Rawson                         | Evincé lors du Révolution de 1943.                                                                                             |
| 18                                           |                                            | Sabá H. Sueyro (1889–1943)                 | —                                          | 7 juin 1943                                | 15 octobre 1943 †                          | Militaire                                                                   | Pedro Pablo Ramírez                   | Il meurt dans l'exercice de ses fonctions.                                                                                     |
| 19                                           |                                            | Edelmiro Julián Farrell (1887–1980)        | —                                          | 15 octobre 1943                            | 9 mars 1944                                | Militaire                                                                   | Pedro Pablo Ramírez                   | Président provisoire entre le 25 février 1944 and 9 mars 1944. Assure la présidence après la démission de Pedro Pablo Ramírez. |
| Vacant 9 mars 1944 – 8 juillet 1944          | Vacant 9 mars 1944 – 8 juillet 1944        | Vacant 9 mars 1944 – 8 juillet 1944        | Vacant 9 mars 1944 – 8 juillet 1944        | Vacant 9 mars 1944 – 8 juillet 1944        | Vacant 9 mars 1944 – 8 juillet 1944        | Vacant 9 mars 1944 – 8 juillet 1944                                         | Edelmiro Julián Farrell               | |
| 20                                           |                                            | Juan Perón (1895–1974)                     | —                                          | 8 juillet 1944                             | 10 octobre 1945                            | Militaire                                                                   | Edelmiro Julián Farrell               | Evincé lors du Jour de la Loyauté.                                                                                             |
| 21                                           |                                            | Juan Pistarini (1882–1956)                 | —                                          | 10 octobre 1945                            | 4 juin 1946                                | Militaire                                                                   | Edelmiro Julián Farrell               | Fin de la Révolution de 1943.                                                                                                  |
| 22                                           |                                            | Hortensio Quijano (1884–1952)              | 1946                                       | 4 juin 1946                                | 3 avril 1952 †                             | UCR-JR                                                                      | Juan Perón                            | Il meurt dans l'exercice de ses fonctions.                                                                                     |
| 22                                           | 1951                                       | Hortensio Quijano (1884–1952)              | —                                          | —                                          | PJ                                         | Réélu en 1951, mais il meurt avant de prendre ses fonctions le 4 juin 1952. | Juan Perón                            | |
| Vacant 3 avril 1952 – 7 mai 1954             |                                            |                                            |                                            |                                            |                                            |                                                                             | Juan Perón                            | |
| 23                                           |                                            | Alberto Teisaire (1891–1963)               | 1954                                       | 7 mai 1954                                 | 16 septembre 1955                          | PJ                                                                          | Juan Perón                            | Élu lors de la seule élection vice-présidentielle du pays. Évincé de ses fonctions lors de la Révolution libératrice.          |
| Vacant 16 septembre 1955 – 23 septembre 1955 |                                            |                                            |                                            |                                            |                                            |                                                                             | Juan Perón                            | |
| Eduardo Lonardi                              |                                            |                                            |                                            |                                            |                                            |                                                                             |                                       | |
| 24                                           |                                            | Isaac Rojas (1906–1993)                    | —                                          | 23 septembre 1955                          | 1er mai 1958                               | Militaire                                                                   |                                       | |
| 24                                           | Pedro Eugenio Aramburu                     | Isaac Rojas (1906–1993)                    | —                                          | 23 septembre 1955                          | 1er mai 1958                               | Militaire                                                                   | Fin de la Révolution libératrice.     | |
| 25                                           |                                            | Alejandro Gómez (1908–2005)                | 1958                                       | 1er mai 1958                               | 18 novembre 1958                           | UCR-I                                                                       | Arturo Frondizi                       | Il démissionne. |
| Vacant 18 novembre 1958 – 12 octobre 1963    |                                            |                                            |                                            |                                            |                                            |                                                                             | Arturo Frondizi                       | |
| José María Guido                             |                                            |                                            |                                            |                                            |                                            |                                                                             |                                       | |
| 26                                           |                                            | Carlos Humberto Perette (1915–1992)        | 1963                                       | 12 octobre 1963                            | 28 juin 1966                               | UCR-P                                                                       | Arturo Umberto Illia                  | Evincé lors du Révolution argentine.                                                                                           |
| Vacant 28 juin 1966 – 25 mai 1973            | Vacant 28 juin 1966 – 25 mai 1973          | Vacant 28 juin 1966 – 25 mai 1973          | Vacant 28 juin 1966 – 25 mai 1973          | Vacant 28 juin 1966 – 25 mai 1973          | Vacant 28 juin 1966 – 25 mai 1973          | Vacant 28 juin 1966 – 25 mai 1973                                           | Révolution argentine                  | |
| 27                                           |                                            | Vicente Solano Lima (1901–1984)            | mars 1973                                  | 25 mai 1973                                | 13 juillet 1973                            | PCP (FREJULI)                                                               | Héctor José Cámpora                   | Il démissionne avec le president Héctor José Cámpora.                                                                          |
| Vacant 13 juillet 1973 – 12 octobre 1973     | Vacant 13 juillet 1973 – 12 octobre 1973   | Vacant 13 juillet 1973 – 12 octobre 1973   | Vacant 13 juillet 1973 – 12 octobre 1973   | Vacant 13 juillet 1973 – 12 octobre 1973   | Vacant 13 juillet 1973 – 12 octobre 1973   | Vacant 13 juillet 1973 – 12 octobre 1973                                    | Raúl Alberto Lastiri                  | |
| 28                                           |                                            | Isabel Perón (1931–)                       | Sept. 1973                                 | 12 octobre 1973                            | 1er juillet 1974                           | PJ (FREJULI)                                                                | Juan Perón                            | Président provisoire entre le 29 juin 1974 and 1 juillet 1974. Assure la présidence après la mort de Juan Perón.               |
| Vacant 1er juillet 1974 – 10 décembre 1983   | Vacant 1er juillet 1974 – 10 décembre 1983 | Vacant 1er juillet 1974 – 10 décembre 1983 | Vacant 1er juillet 1974 – 10 décembre 1983 | Vacant 1er juillet 1974 – 10 décembre 1983 | Vacant 1er juillet 1974 – 10 décembre 1983 | Vacant 1er juillet 1974 – 10 décembre 1983                                  | Isabel Perón                          | |
| Vacant 1er juillet 1974 – 10 décembre 1983   | Vacant 1er juillet 1974 – 10 décembre 1983 | Vacant 1er juillet 1974 – 10 décembre 1983 | Vacant 1er juillet 1974 – 10 décembre 1983 | Vacant 1er juillet 1974 – 10 décembre 1983 | Vacant 1er juillet 1974 – 10 décembre 1983 | Vacant 1er juillet 1974 – 10 décembre 1983                                  | Processus de réorganisation nationale | |
| 29                                           |                                            | Víctor Hipólito Martínez (1924–2017)       | 1983                                       | 10 décembre 1983                           | 8 juillet 1989                             | UCR                                                                         | Raúl Alfonsín                         | |
| 30                                           |                                            | Eduardo Duhalde (1941–)                    | 1989                                       | 8 juillet 1989                             | 10 décembre 1991                           | PJ (FREJUPO)                                                                | Carlos Menem                          | Il démissionne. |
| Vacant 10 décembre 1991 – 8 juillet 1995     |                                            |                                            |                                            |                                            |                                            |                                                                             | Carlos Menem                          | |
| 31                                           |                                            | Carlos Ruckauf (1944–)                     | 1995                                       | 8 juillet 1995                             | 10 décembre 1999                           | PJ                                                                          | Carlos Menem                          | |
| 32                                           |                                            | Carlos Álvarez (1948–)                     | 1999                                       | 10 décembre 1999                           | 6 octobre 2000                             | Frente Grande (Alianza)                                                     | Fernando de la Rúa                    | Il démissionne. |
| Vacant 6 octobre 2000 – 25 mai 2003          |                                            |                                            |                                            |                                            |                                            |                                                                             | Fernando de la Rúa                    | |
| Rodríguez Saá                                |                                            |                                            |                                            |                                            |                                            |                                                                             |                                       | |
| Duhalde                                      |                                            |                                            |                                            |                                            |                                            |                                                                             |                                       | |
| 33                                           |                                            | Daniel Scioli (1957–)                      | 2003                                       | 25 mai 2003                                | 10 décembre 2007                           | PJ (FPV)                                                                    | Néstor Kirchner                       | |
| 34                                           |                                            | Julio Cobos (1955–)                        | 2007                                       | 10 décembre 2007                           | 10 décembre 2011                           | UCR (FPV)                                                                   | Cristina Fernández de Kirchner        | |
| 35                                           |                                            | Amado Boudou (1962–)                       | 2011                                       | 10 décembre 2011                           | 10 décembre 2015                           | PJ (FPV)                                                                    | Cristina Fernández de Kirchner        | |
| 36                                           |                                            | Gabriela Michetti (1965–)                  | 2015                                       | 10 décembre 2015                           | 10 décembre 2019                           | PRO (Cambiemos)                                                             | Mauricio Macri                        | |
| 37                                           |                                            | Cristina Fernández de Kirchner (1953–)     | 2019                                       | 10 décembre 2019                           | 10 décembre 2023                           | PJ (FdT)                                                                    | Alberto Fernández                     | |
| 38                                           |                                            | Victoria Villarruel (1975–)                | 2023                                       | 10 décembre 2023                           | en cours                                   | PD (LLA)                                                                    | Javier Milei                          | |